# جان آتا میلز
جان آتا میلز (انگلیسی: John Atta Mills؛ زاده ۲۱ ژوئیهٔ ۱۹۴۴ – درگذشته ۲۴ ژوئیهٔ ۲۰۱۲) سیاست‌مدار اهل غنا و رئیس‌جمهور سابق غنا بود.
وی در انتخابات ریاست جمهوری سال ۲۰۰۸ در مرحله دوم انتخابات با اختلاف اندکی که کمتر از یک درصد آرا بود، مقابل جان کوفور رئیس جمهور وقت پیروز شد و قدرت را از سال ۲۰۰۹ در اختیار داشت. میلز، قصد شرکت در انتخابات ریاست جمهوری (دسامبر ۲۰۱۲) داشت که در سن ۶۸ سالگی در گذشت و پس از آن جان درامانی ماهاما رئیس‌جمهور این کشور شد.